# 李伟 (北京市人大常委会主任)
李伟（1958年1月—），男，江苏张家港人（亦有资料作扬州市人），中华人民共和国政治人物。1975年6月参加工作，1977年7月加入中国共产党。南京大学汉语言文学专业毕业，北京大学在职法学硕士。曾任中共北京市委常委、宣传部部长、北京市人大常委會主任。

## 生平
李伟1974年毕业于扬州市鲁迅中学（今扬州大学附属中学）。1975年，他作为知识青年到扬州市双桥乡插队。高考恢复后，李伟考入南京大学中文系，1978年入校，1982年毕业。
大学毕业后，李伟进入中共中央宣传部宣传局工作。历任中宣部宣传局农村处副处级调研员，中宣部宣传局精神文明建设活动研究处处长、宣教局精神文明建设活动办公室主任、副局级调研员兼文明办主任。期间，他于1996年9月获得北京大学政治学理论专业在职硕士学位。1997年，他调入中央文明办，历任协调组副组长、组长、未成年人思想道德建设工作组组长，中宣部副秘书长兼全国宣传干部培训中心主任、全国宣传干部学院常务副院长、党委书记，国家广电总局副局长、党组成员，中华全国新闻工作者协会副主席，国家新闻出版广电总局副局长、党组成员。
2013年5月，任中共北京市委常委、宣传部部长。2017年1月，不再担任中共北京市委常委，當選北京市人大常委會主任。2018年2月24日，当选为第十三届全国人大代表。
2023年1月7日，不再担任北京市人大常委会主任职务。